# Młyn w Konstantynowie Łódzkim
Młyn w Konstantynowie Łódzkim – drewniany młyn wodny zbożowy na rzece Łódce wybudowany na przełomie XIX i XX wieku, znajdujący się w Konstantynowie Łódzkim.

## Historia miejsca
Według tradycji lokalnej młyn wodny w tej lokalizacji istniał jeszcze przed powstaniem osady fabrycznej Konstantynów, gdy tereny w pobliżu ujścia Łódki do Neru należały do wsi Żabice Wielkie. W okresie tworzenia osady fabrycznej Konstantynów utworzony został w niej cech młynarzy (1822). Według opisu miasta z 1860 r., istniały w Konstantynowie dwa młyny wodne na Łódce (drugi z nich w okolicach dzisiejszej ulicy Krótkiej). Ten stan utrzymywał się do pierwszych lat międzywojennych. W okresie międzywojennym w Konstantynowie istniały również dwa młyny parowe, których budynki zostały przerobione na tkalnie mechaniczne oraz dwa młyny wiatrowe (wyłączone z użytkowania przed wybuchem II wojny światowej).

## Obecny młyn
Obecnie istniejący młyn został wybudowany na w końcu XIX lub początku XX w. Początkowo był to budynek jednopiętrowy, na rzucie prostokąta, z dachem dwuspadowym krytym papą. Przed 1914 r. dobudowano drugie piętro. W latach 30. podmurowano ściany parteru. W okresie II wojny światowej był czynny i pracował pod zarządem niemieckim. Młyn jest wyposażony w parterową turbinownię. Początkowo był napędzany turbiną wodną, a następnie silnikiem na koks-gaz ssany. W latach 30. zainstalowano silnik elektryczny. Od 1947 r. był już wyłącznie młynem elektrycznym i przechodził kolejne zmiany wyposażenia wewnętrznego (walców i urządzeń czyszczących). Pracował na potrzeby miejscowych piekarń i rolników. W okresie PRL został upaństwowiony. W latach 70. był czynny i pozostawał poz zarządem Gminnej Spółdzielni "Samopomoc Chłopska" w Kazimierzu nad Nerem. Obecnie nieczynny.